# Bill Ross
William  Donald Ross, detto Bill (Toronto, 6 luglio 1928 – 21 agosto 2021), è stato un pallanuotista statunitense, che ha disputato il torneo di pallanuoto ai Giochi di Melbourne 1956.
Ai II Giochi panamericani ha vinto 1 argento.